# 金城坊南街
39°54′56″N 116°21′39″E / 39.9154528°N 116.360968°E
金城坊南街是位于中国北京市西城区中部的一条街，也是北京金融街中心区的主要道路之一。

## 简介
金城坊南街北到金城坊街，与金城坊北街连接，南到广宁伯街，与广成街连接。金城坊南街北端位于金融街中心广场中间，是北京金融街的绝对中心。
金城坊南街北段，为勤俭胡同的原址。勤俭胡同为南北走向，南到机织卫胡同，北到孟端胡同，全长231米，平均宽3米。清朝是后楼的一部分，1911年之后东西段改称前楼，该段仍称后楼，1965年北京市整顿地名时改称勤俭胡同。1990年代拆除。